# KGB
Der KGB (russisch Комитет государственной безопасностиⓘ Komitet gosudarstwennoi besopasnosti, deutsch ‚Komitee für Staatssicherheit‘) war der sowjetische In- und Auslandsgeheimdienst und die Geheimpolizei. Er bestand von 1954 bis 1991. Sein vollständiger Name lautete bis 1978 Комитет государственной безопасности при Совете Министров СССР (Komitet gossudarstwennoi besopasnosti pri Sowjete Ministrow SSSR, „Komitee für Staatssicherheit beim Ministerrat der UdSSR“), und dann Комитет государственной безопасности СССР (Komitet gossudarstwennoi besopasnosti SSSR, „Komitee für Staatssicherheit der UdSSR“).
Große Teile der KGB-Strukturen gingen nach dem Zerfall der Sowjetunion 1991 in die heutigen russischen Dienste FSB und SWR auf. Der Geheimdienst von Belarus trägt weiterhin die Bezeichnung KGB.

## Geschichte

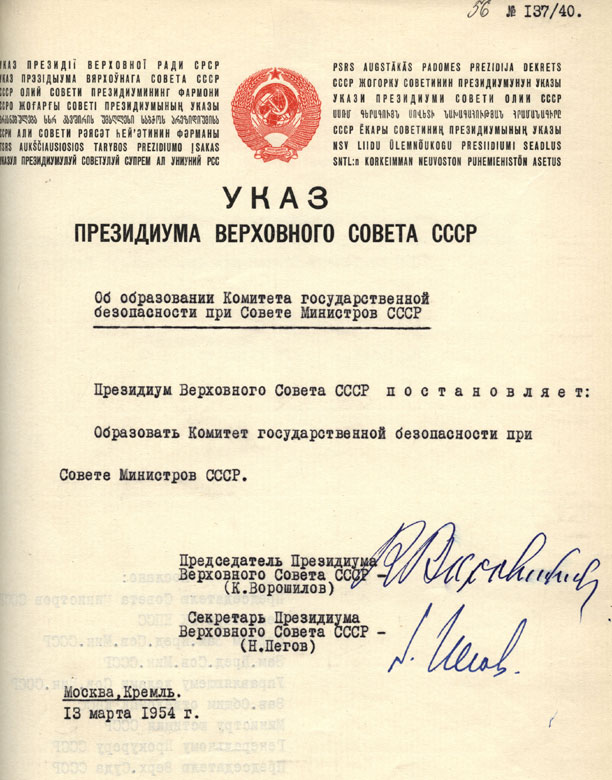
Erlass des Präsidiums des Obersten Sowjets zur Gründung des KGB vom 13. März 1954

Im März 1946 wurden alle Volkskommissariate in Ministerien umbenannt, darunter auch das dem NKWD unterstellte Volkskommissariat für Staatssicherheit (NKGB), das nunmehr „Ministerium für Staatssicherheit“ (Ministerstwo gossudarstwennoj besopasnosti, MGB) hieß und die Vorgängerorganisation des KGB war.
Der KGB entstand im März 1954 aus Abteilungen des Inlandsgeheimdienstes des Innenministeriums MWD und wurde direkt dem Ministerrat der UdSSR unterstellt. Seine Zentrale hatte ihren Sitz in der Moskauer Lubjanka. Nach dem Putschversuch vom August 1991, an dem der damalige KGB-Vorsitzende General Wladimir Krjutschkow maßgeblich beteiligt war, bekam General Wadim Wiktorowitsch Bakatin den Auftrag, die Behörde aufzulösen. Am 6. November 1991 hörte die Organisation auf zu existieren. Ihre Aufgaben wurden in Russland unter anderem von dem neugegründeten FSB (Федеральная служба безопасности) (Föderaler Sicherheitsdienst) und dem Auslandsnachrichtendienst SWR (Служба внешней разведки) (Dienst der Außenaufklärung der Russischen Föderation) übernommen. In der unabhängigen Ukraine heißt die Nachfolgeorganisation Sicherheitsdienst der Ukraine (Служба безпеки України). In Belarus heißt der Geheimdienst bis heute KGB (Belarus).

## Auftrag
Die Hauptaufgaben des KGB waren die sogenannten „Aktiven Maßnahmen“, die Auslandsspionage, Gegenspionage, Kontrolle von Regimegegnern innerhalb der Sowjetunion sowie die Sicherung und Bewachung von Mitgliedern der Partei- und Staatsführung.
Mehr als andere Geheimdienste verließ sich der KGB auf menschliche Quellen (Human Intelligence), also auf durch eigene Agenten oder Verbindungsleute erhaltene Erkenntnisse, wohingegen die westlichen Gegenspieler des KGB auch stark auf abbildende, elektronische und Fernmeldeaufklärung vertrauten.

## Organisation

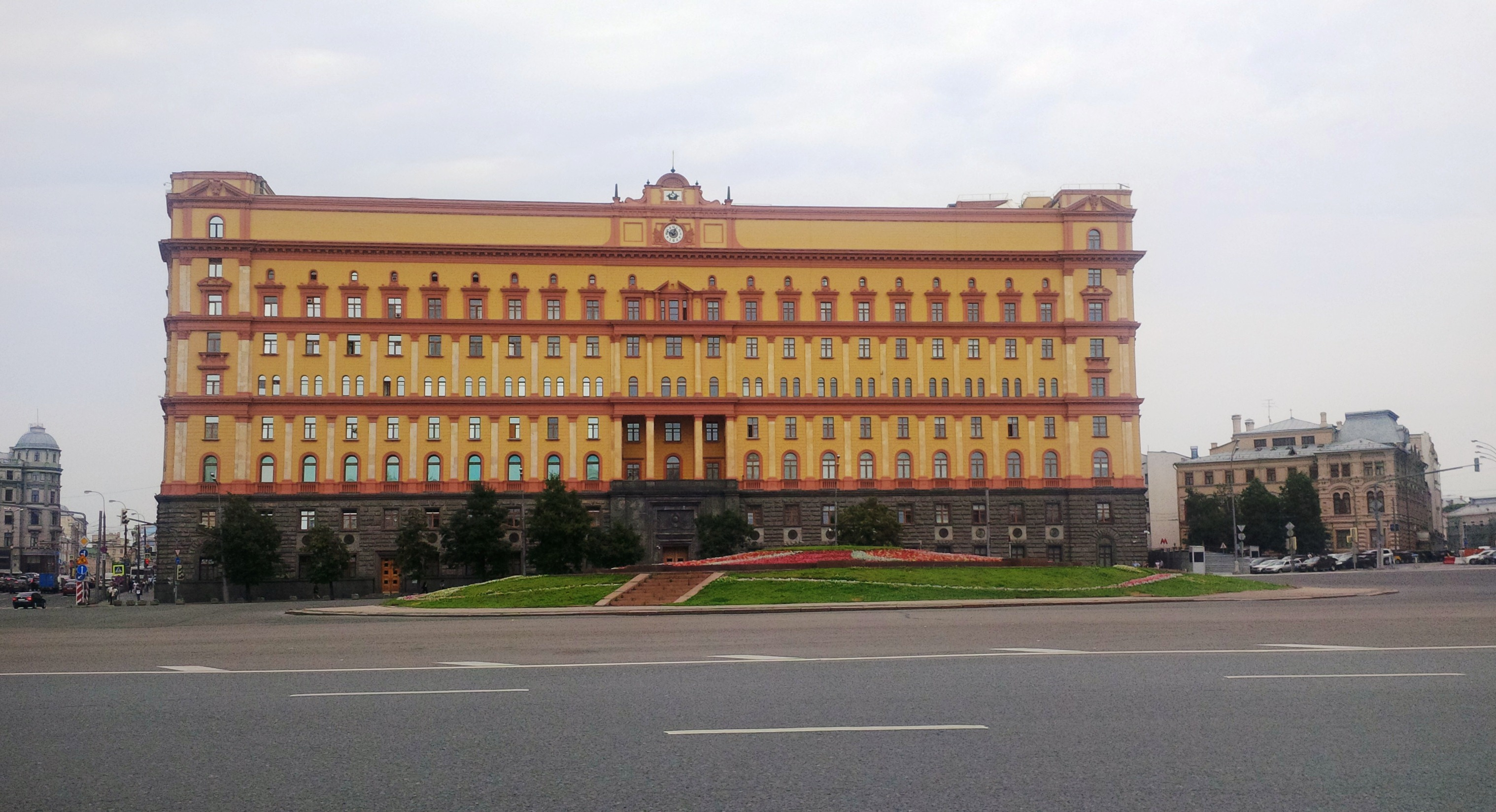
Das Hauptquartier der Staatssicherheitsdienste, die Lubjanka in Moskau (2015)

Der KGB war in Hauptverwaltungen und Verwaltungen unterteilt. Die wichtigsten waren:
Erste Hauptverwaltung ПГУ, PGU (Auslandsaufklärung)
war für das Sammeln von Geheiminformationen im Ausland zuständig. Ihr unterstanden alle KGB-Residenturen bei den sowjetischen Botschaften im Ausland sowie die Spionagenetze. Nach der Auflösung des KGB wurde sie zu einer neben dem FSB weiteren und selbständigen Nachfolgeorganisation des KGB umformiert, dem SWR (Auslandsaufklärungsdienst).
Zweite Hauptverwaltung – ВГУ (WGU)
war für die Spionageabwehr und in diesem Zusammenhang für die Überwachung ausländischer Touristen und Diplomaten in der Sowjetunion zuständig. Vor Gründung der Fünften Hauptverwaltung erfüllt sie teilweise auch deren Aufgaben.
Dritte Hauptverwaltung – ТГУ (TGU) (Streitkräfte)
befasste sich mit militärischer Spionageabwehr und der politischen Überwachung in den sowjetischen Streitkräften, einschließlich des militärischen Nachrichtendienstes GRU, der dem Generalstab unterstand und selbstständig war. Dennoch hatte der KGB auch Mitarbeiter in den Streitkräften, die entsprechend ihrer Aufgabenstellung uniformiert in den militärischen Diensteinheiten arbeiteten, aber dem KGB unterstellt waren und nicht der militärischen Führung (traditionelle Bezeichnung „Sonderabteilung“).
Vierte Verwaltung (Transportschutz)
Fünfte Hauptverwaltung („politische Polizei“)
wurde erst 1967 als Reaktion auf zunehmende „ideologische Probleme“ gegründet und übernahm die Aufgaben der Kontrolle der geistigen Freiheit der Bevölkerung, zumal der nichtrussischen Minderheiten in der Sowjetunion, der Kirche, des Kultur- und Sportlebens und der Intelligenzija mit dem Ziel der Bekämpfung von Dissidenten. Das „ideologische Problem“ brachte Leonid Mlechin in der Nowaja Gaseta auf die Kurzformel: „Sobald die Angst verschwindet, kollabiert das totalitäre Regime“. In der Folge kam es zu einer verstärkten Medienkontrolle sowie einer Vervielfachung der Reisebeschränkungen für Russen.
Sechste Verwaltung
war mit der Wirtschaftsspionageabwehr und dem Industrieschutz betraut, einschließlich der Kontrolle und Überwachung der in der Wirtschaft tätigen Personen.
Siebte Verwaltung
war für Observationen zuständig und baute entsprechende technische Überwachungsausrüstung.
Achte Hauptverwaltung
war zuständig für den Fernmeldeverkehr. Sie war für die Kryptografie in allen Hauptverwaltungen verantwortlich, insbesondere auch im Verbindungswesen mit den KGB-Residenturen der Ersten Hauptverwaltung im Ausland, und entwickelte Fernmeldeausrüstung.
Neunte Verwaltung
stellte den Personenschutz und die Bediensteten für hochrangige Funktionäre und deren Familien.
Fünfzehnte Verwaltung (Sicherheit der Regierung Installationen)
Sechzehnte Verwaltung (SIGINT und Kommunikationsüberwachung)
Hauptverwaltung der Grenztruppen
war seit 1957 verantwortlich für die Grenztruppen der UdSSR.
Außerhalb der UdSSR
- KGB-Zentrale Karlshorst mit zahlreichen weiteren Außenstellen wie der KGB-Residentur Bonn

## Vorsitzende des KGB

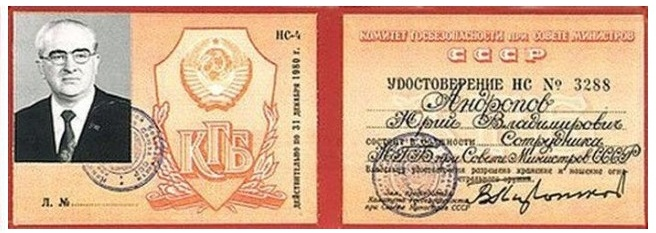
Der Ausweis des Vorsitzenden des KGB der UdSSR Juri Andropow

- Iwan Alexandrowitsch Serow, 13. März 1954 bis 8. Dezember 1958
- Alexander Nikolajewitsch Schelepin, 25. Dezember 1958 bis 13. November 1961
- Wladimir Jefimowitsch Semitschastny, 13. November 1961 bis 18. Mai 1967
- Juri Wladimirowitsch Andropow, 18. Mai 1967 bis 26. Mai 1982
- Witali Wassiljewitsch Fedortschuk, 26. Mai 1982 bis 17. Dezember 1982
- Wiktor Michailowitsch Tschebrikow, 17. Dezember 1982 bis 1. Oktober 1988
- Wladimir Alexandrowitsch Krjutschkow, 1. Oktober 1988 bis 22. August 1991
- Leonid Wladimirowitsch Schebarschin, 22. August 1991
- Wadim Wiktorowitsch Bakatin, 23. August 1991 bis 6. November 1991

## Insignien

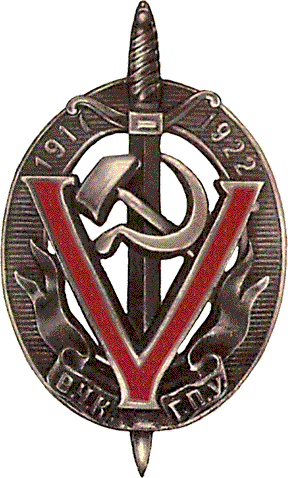
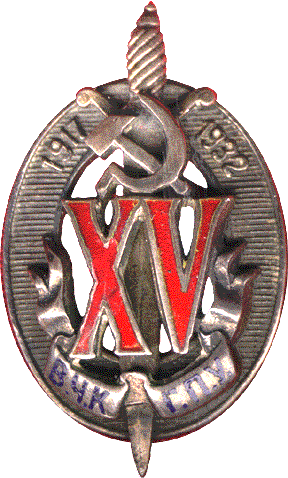
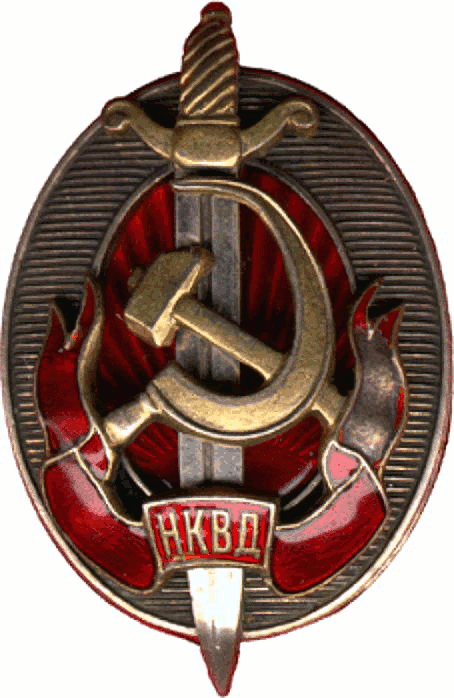
NKWD
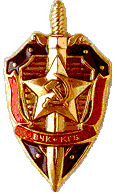
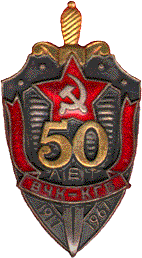
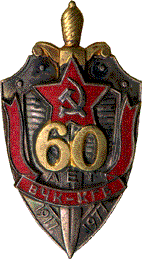
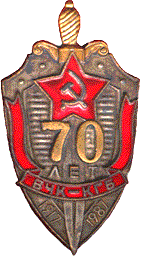
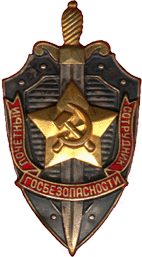
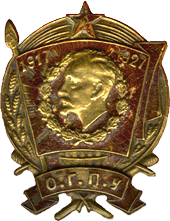
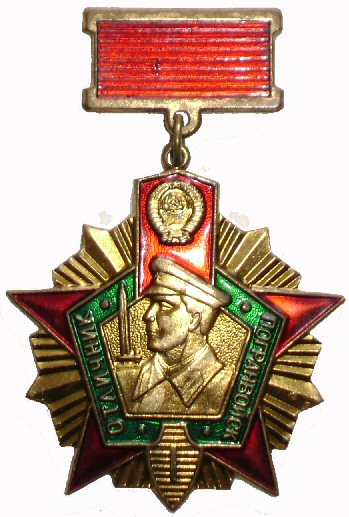
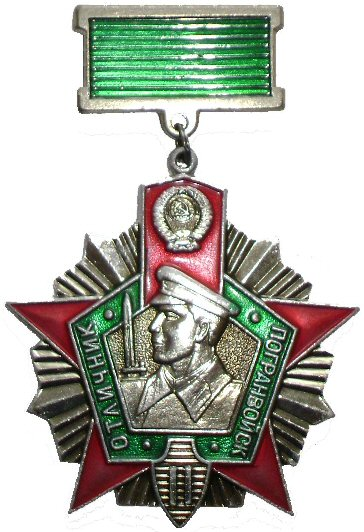
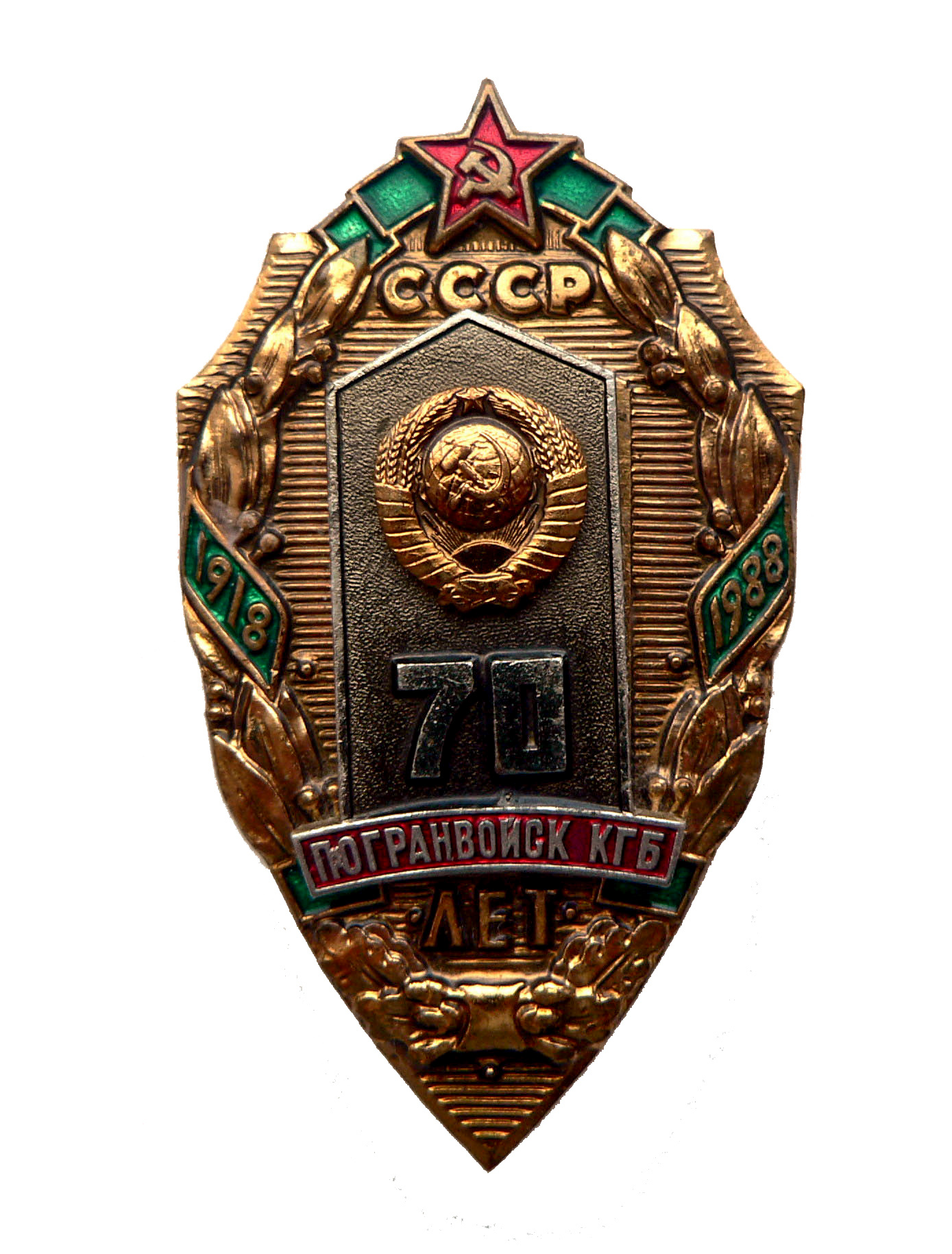
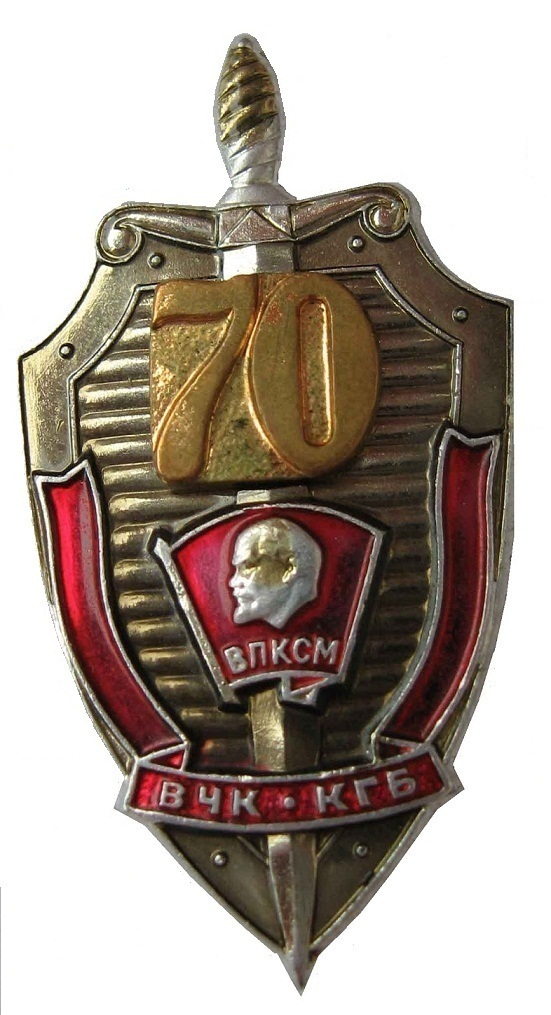
Komsomol KGB

## Tatsächliche oder vermeintliche KGB-Agenten
- Wladimir Wladimirowitsch Putin, derzeitiger Präsident Russlands, war einige Zeit in der KGB-Residentur Dresden tätig.
- Alger Hiss wird verdächtigt, für den KGB spioniert zu haben, was allerdings nie bis ins Letzte bewiesen werden konnte.
- Robert Hanssen versorgte den KGB aus seiner Position beim FBI mit Informationen über die US-amerikanische Gegenspionage.
- Aldrich Ames war ein KGB-Maulwurf in der CIA.
- George Blake
- Jack Barsky
- die sogenannten Cambridge Five (beispielsweise Kim Philby) gehörten zu den wichtigsten und erfolgreichsten Doppelagenten während des Zweiten Weltkriegs.
- Ahmad Mogharebi, iranischer General und sowjetischer Spion. Wurde am 25. Dezember 1977 hingerichtet, nachdem er von SAVAK-Agenten des iranischen Geheimdienstes enttarnt worden war. Ahmad Mogharebi hatte bis zu seiner Enttarnung mehr als 30 Jahre für den KGB gearbeitet.
- Bogdan Nikolajewitsch Staschinski, sowjetischer KGB-Agent, Attentäter und Überläufer
- Jassir Arafat, ehemaliger Vorsitzender der PLO[4]

James Jesus Angleton, Chef der CIA-Gegenspionage, lebte in ständiger Angst, dass der KGB „Maulwürfe“ an zwei Schlüsselpositionen installieren könnte: in der eigenen Abteilung sowie deren Pendant bei der Bundespolizei FBI. Mit zwei Agenten wäre es dem KGB möglich gewesen, Kontrolle oder Kenntnis über Aktionen gegen eigene Spione zu erlangen und diese somit zu beschützen. Außerdem hatte die Gegenspionage die Aufgabe, fremde Geheimdienstquellen trockenzulegen, und Maulwürfe an diesen Positionen wären Anlaufstellen für Doppelagenten geworden. Nach der Enttarnung von Ames und Hanssen erschienen Angletons Ängste plötzlich gut begründet, nachdem er vorher für leicht paranoid gehalten wurde.